# His Statue Falls
His Statue Falls ist eine deutsche Post-Hardcore-/Trancecore-Band aus Saarbrücken. Die Band selbst bezeichnet ihren Stil als „Techcore“.

## Geschichte
Die Gründungsmitglieder spielten zuvor in mehreren befreundeten Bands (Crash My DeVille, Enter The Phoenix) und/oder kannten sich bereits aus ihrer Schulzeit. 2003 starteten sie als gemeinsames Proberaumprojekt unter dem Namen His Statue Falls, damals noch mit einem anderen Lineup. Nachdem 2007 eine erste Demoaufnahme mit zwei Liedern erschienen war, begann die Band erst 2008 damit, erste Live-Shows zu spielen. Wenig später gab es einen Besetzungswechsel, der als Ergebnis das aktuelle Lineup hervorbrachte.
2009 spielten His Statue Falls bei vier Auftritten als Vorgruppe von Enter Shikari in Deutschland, Luxemburg, Belgien und den Niederlanden. Die Möglichkeit, mit Enter Shikari aufzutreten, erreichten sie mit einer auf Myspace versendeten Nachricht. Am 26. Februar 2010 veröffentlichten sie ihr vom Bassisten Christian Diehl produziertes Debütalbum Collisons über Redfield Records. In Japan wird das Album über Radtone Music vertrieben und erschien am 2. Juni 2010. Am 24. Dezember 2010 wurde das Album Collisions Remixed veröffentlicht und zum kostenlosen Herunterladen bereitgestellt. Es enthält acht Remixe von Liedern ihres Debütalbums.
Das zweite Album der Band wurde unter dem Namen Mistaken for Trophies veröffentlicht. Das vorgesehene Veröffentlichungsdatum 23. September 2011 musste verschoben werden. Das Album sollte voraussichtlich Anfang 2012 via Redfield Records erscheinen. Der Veröffentlichungstermin von Mistaken for Trophies wurde auf den 20. April 2012 festgelegt, das Video zur ersten Single des Albums, Breathe In Breathe Out, erschien am 7. Februar 2012 auf dem offiziellen Youtube-Kanal der Band. In diesem Lied ist Chuong Trinh von Hordak Gastsänger. Am 20. April 2012 erschien das Album auf CD und stieg auf Platz 19 der deutschen Newcomercharts ein. Am 9. Mai 2012 erschien das Album über Radtone Music in Japan.
Am 18. Februar 2012 gab die Band bekannt, dass ihr Schlagzeuger Maximilian Schütz aus beruflichen und familiären Gründen die Band verlässt. Seit dem 22. Mai 2012 ist der neue Schlagzeuger Markus Pesch fest in die Band integriert. Am 6. Juli 2012 spielte His Statue Falls das erste Konzert in Japan. Dieses fand in Osaka im Rahmen der Geki Rock Tour statt. Es folgten zwei weitere Konzerte in Nagoya und Tokyo. Vom 10. Juli zum 15. Juli 2012 hatte die Gruppe Konzerte in der Volksrepublik China in Schanghai, Shenzhen, Guangzhou, Wuhan, Nanking und Peking.
Am 25. August 2012 gab die Band auf ihrer Facebook-Seite bekannt, sich aufgrund persönlicher Differenzen von ihrem bisherigen Sänger und Shouter Alex Sauer zu trennen. Am 3. Mai 2013 wurde Jan Vergin von Cocoon als neuer Frontsänger bei His Statue Falls vorgestellt. Im Oktober tourte die Gruppe erneut durch Deutschland und Österreich. Als Support waren die Label-Kollegen Eye Sea I aus Estland dabei. Am 18. Oktober 2013 erschien die EP I Am the Architect über Redfield Records. Am 9. Dezember 2013 wurde bekannt, dass die Gruppe 2014 auf dem With Full Force spielen wird. Am 4. März 2016 erschien das dritte Studioalbum Polar.
Am 24. Mai 2016 gaben die Mitglieder Sebastian, Michael, Markus und Jan auf der offiziellen Facebook-Seite ihr Ausscheiden aus der Band bekannt.

## Diskografie

### Alben
- 2010: Collisions
- 2012: Mistaken for Trophies
- 2016: Polar

### EPs
- 2013: I Am the Architect

### Singles
- 2012: Breathe In, Breathe Out (feat. Chuong Trinh)
- 2014: Break Free (Ariana Grande feat. Zedd Cover)

### Kompilationen
- 2010: Collisions Remixed

### Demos
- 2007: Demo 2007
- 2008: Pre-Recording Demo

### Musikvideos
- 2010: Capital H Capital O[12]
- 2012: Breathe In, Breathe Out (feat. Chuong Trinh)[13]
- 2013: I Am the Architect[14]
- 2016: The Virus[15]